# Posição de estresse

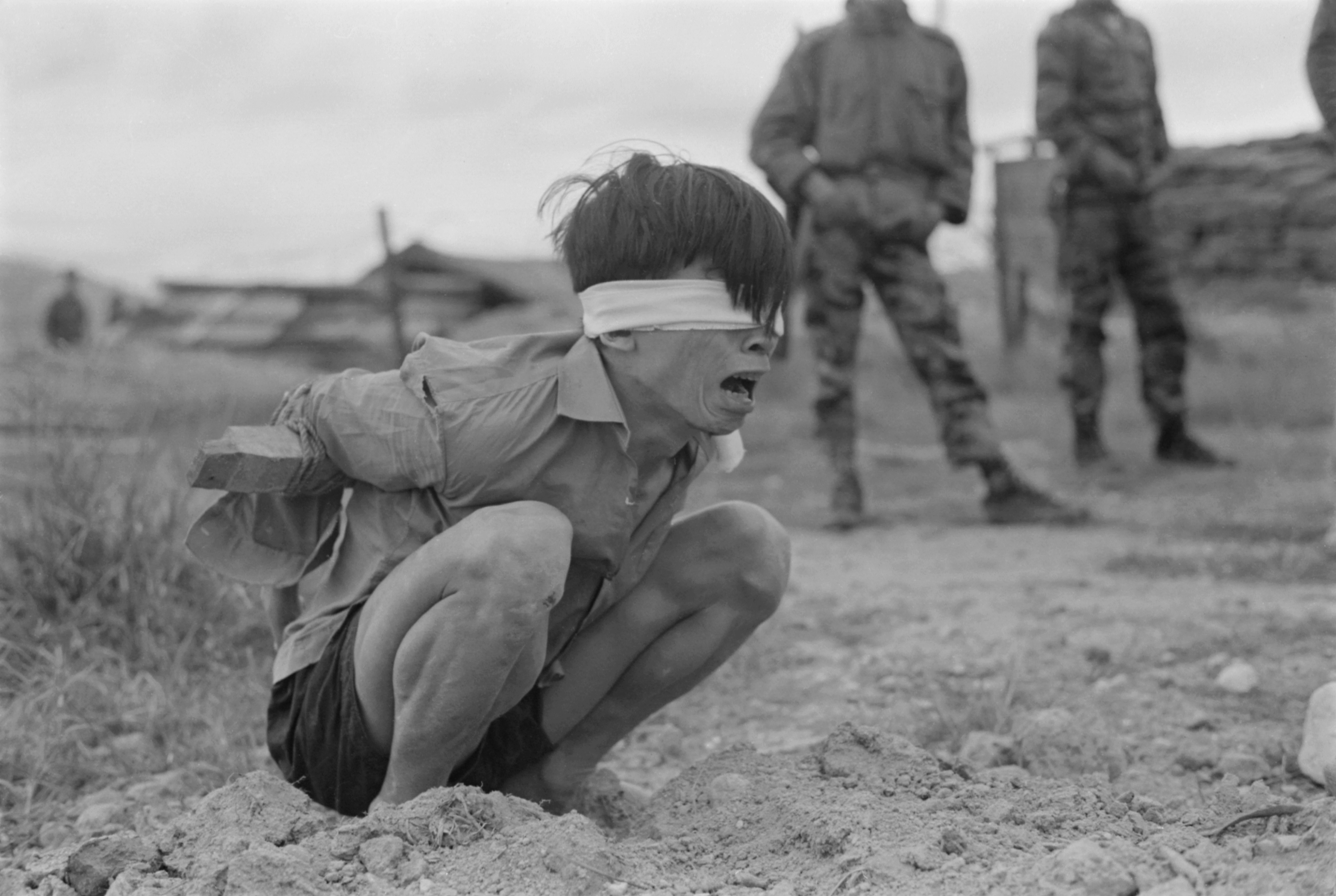
Um prisioneiro Viet Cong capturado em 1967 pelo Exército Vietnamita do Sul (ARVN) aguardando o interrogatório. Ele foi colocado em uma posição de estresse (stresse), amarrando-se uma tábua de madeira entre seus braços.

Uma posição de stresse (português europeu) ou posição de estresse (português brasileiro) também conhecida como posição de submissão, é uma posição corporal que coloca o corpo humano de tal forma que uma grande quantidade de peso é colocada em apenas um ou dois músculos. Por exemplo, um sujeito pode ser forçado a ficar apoiado nas suas pernas e seus pés, então agacha-se para que suas coxas estejam paralelas ao chão. Isso cria uma intensa pressão sobre as pernas, levando primeiro a dor e depois a falência muscular. Forçar os prisioneiros a adotar tais cargos é uma técnica de interrogação aprimorada utilizada para extrair informações.